# John Flack
John Flack (ur. 3 stycznia 1957 w Romford) – brytyjski polityk i przedsiębiorca, poseł do Parlamentu Europejskiego VIII kadencji.

## Życiorys
Absolwent Abbs Cross High School. Zajął się prowadzeniem własnej działalności gospodarczej, został dyrektorem przedsiębiorstwa działającego na rynku nieruchomości. Zaangażował się w działalność polityczną w ramach Partii Konserwatywnej. Kilkakrotnie bez powodzenia kandydował z ramienia torysów do Europarlamentu.
W czerwcu 2017 objął mandat europosła w miejsce Vicky Ford. W PE VIII kadencji przystąpił do frakcji konserwatywnej.